# Зибрики
Зибрики — деревня в Краснинском районе Смоленской области России. Входит в состав Мерлинского сельского поселения. Население — 11 жителей (2007 год). 
Расположена в западной части области в 16 км к востоку от Красного, в 12 км южнее автодороги Р135 (Смоленск - Красный - Гусино). В 25 км северо-западнее деревни расположена железнодорожная станция Велино на линии Москва — Минск. 

## История
В годы Великой Отечественной войны деревня была оккупирована гитлеровскими войсками в июле 1941 года, освобождена в сентябре 1943 года.